# Мейтес, Джозеф
Джозеф Мейтес (англ. Joseph Meites, при рождении Иосиф Борухович Мейтес; 22 декабря 1913, Кишинёв, Бессарабская губерния — 31 января 2005, Лансинг) — американский эндокринолог и физиолог, известный своими работами в области нейроэндокринологии. Сооснователь и первый президент Международного общества нейроэндокринологии (ныне — International Neuroendocrine Federation).

## Биография
Родился в Кишинёве, рос одним из семерых детей в семье Боруха Зельмановича Мейтеса (1881—1975) и Фрейды Фроимовны Каменецкой (1890—1966), поженившихся за два года до его рождения; племянник израильского поэта и переводчика Э. Мейтуса. В 1920 году вместе с родителями переехал в США и поселился в Сент Джозефе (штат Миссури); единственным языком в семье в это время был идиш. Окончил Миссурийский университет (бакалавриат в агрономии, 1938; магистратура в биохимии, 1940; диссертация о взаимодействиях эстрогена, прогестерона и пролактина при лактации). В 1942—1946 годах служил в армии в качестве старшего лейтенанта в дислоцированном в Южной Англии 106-м военном госпитале (Уимборн). С 1947 года — ассистент (с 1953 года — профессор, впоследствии почётный профессор) кафедр физиологии и фармакологии Университета штата Мичиган, где он организовал Центр исследований в области нейроэндокринологии (Center for the Study of Neuroendocrinology).
Основные труды — в области нейрорегуляции эндокринных функций гипофиза, нейрофармакологии, физиологии гипоталамуса, нейроэндокринных изменений в процессе старения.
Брат — Сэмюэл Мейтес (англ. Samuel Meites; 1921, Сент-Джозеф — 2003, Колумбус) — биохимик, историк медицины, специалист в области лабораторной диагностики.

## Монографии
- Hypophysiotropic Hormones of the Hypothalamus. Williams & Wilkins, 1970. — 347 p.
- Neurochemical Aspects of Hypothalamic Function. Academic Press, 1971. — 149 p.
- Pioneers in Neuroendocrinology (editor). Volume I — Springer/Plenum Press, 1975. — 327 p.; Volume II — Plenum Press, 1978. — 421 p.
- Neuroendocrinology of Aging. Springer, 1983. — 404 p.

## На русском языке
- Мейтес, Д. Роль нейроэндокринной системы при старении / Д. Мейтес // Физиол. журнал им. И. М. Сеченова.— 1990. — Т. 36, № 5. —С.70—75.